# Три секунди
«Три секунди» (англ. The Informer, дос. «інформатор») — британський кримінальний трилер 2019 року режисера Андреа Ді Стефано, знятий за сценарієм Метта Кука, створеним за мотивами однойменного роману Рослунда та Гелльстрема. Головні ролі виконали Юель Кіннаман, Розамунд Пайк, репер Common, Ана де Армас і Клайв Овен.
Прем'єра стрічки у Великій Британії відбулась 30 серпня 2019 року, в Україні — 24 жовтня 2019 року.

## Сюжет
Колишній солдат Піт Кослоу (Юель Кіннаман) потрапляє до в'язниці після того, як заступився за свою дружину. Однак ФБР пропонує йому угоду: скоротити термін ув'язнення в обмін на допомогу. Піту доведеться під прикриттям потрапити в один з найнебезпечніших наркокартелів Нью-Йорка та зібрати докази проти його лідера. Однак, коли до завершення справи лишається один крок, справи обертаються так, що Кослоу доводиться повернутись до в'язниці, з якої так важко вибрався. І якщо там дізнаються, що він — кріт, це загрожуватиме не лише йому, але і його родині.

## У ролях
| Актор              | Роль            |
| ------------------ | --------------- |
| Юель Кіннаман      | Піт Кослоу      |
| Розамунд Пайк      | Вілкокс         |
| Клайв Овен         | Кіт Монтгомері  |
| Common             | Гренс           |
| Ана де Армас       | Софія Гофман    |
| Йоанна Качинська   | Беата Клімек    |
| Едвін де ла Рента  | Смайлі Фелпс    |
| Сем Спруелл        | Слевіт          |
| Айлам Оріан        | Анджей Джедзіч  |
| Карма Меєр         | Анна Кослоу     |
| Матеуш Костюкевич  | Стейк           |
| Пітер Паркер Менса | офіцер Франклін |
| Артуро Кастро      | Даніель Гомес   |

## Виробництво
Кіноадаптація роману «Три секунди» була оголошена на Каннському кінофестивалі у 2017 році. Тоді ж стало відомо і про участь Юеля Кіннамана, Розамунд Пайк, Клайва Овена.

## Випуск
У вересні 2017 року Aviron Pictures придбала американські права на розповсюдження фільму, в той час як Warner Bros. отримала права на розповсюдження у Великій Британії. Спершу датою виходу в США називали 22 березня та 16 серпня 2019 року, але її перенесли на 10 січня 2020 року.
Перший трейлер з'явився в листопаді 2018 року, локалізована версія — 23 січня 2019 року.

## Сприйняття
На Rotten Tomatoes фільм має оцінку схвалення 45 % на основі 20 відгуків критиків із середньою оцінкою 5,56/10.
Пітер Бредшоу з «Гардіан» оцінив фільм 3 з 5 зірок, зазначивши: «Стрічка, можливо, вийшла б кращою як драматичний серіал, але вона зухвала і придатна для перегляду, але її світ тхне цинізмом і страхом». Тім Робі з «Дейлі телеграф» дав фільму 4 з 5 зірок і написав: «„Три секунди“ — це одне з найприємніших жанрових сюрпризів року: стиснутий кулак кримінального трилера на кшталт „Відступників“ або „Міста“, в якому кожен елемент — набагато розумніший, ніж можна було б очікувати».